# トリッパ・アッラ・ロマーナ

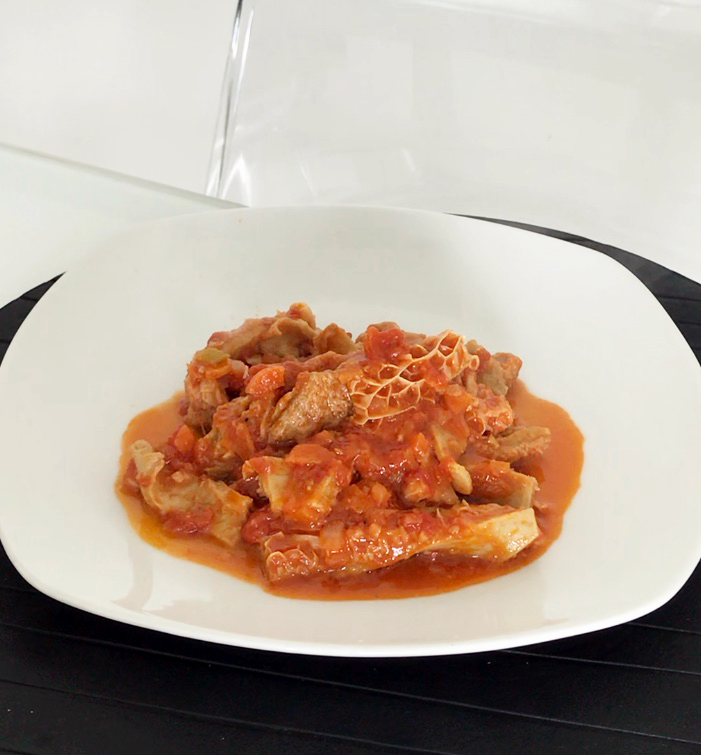
トリッパ・アッラ・ロマーナの例

トリッパ・アッラ・ロマーナ（イタリア語: trippa alla romana）は、イタリア・ラツィオ州ローマの伝統料理、名物料理。日本ではハチノスとも呼ばれる牛の第2胃のトマト煮込みである。
セコンド・ピアットに分類される料理である。
牛の第2胃をトマトソース、香味野菜、唐辛子などの香辛料とで煮込んだぴり辛料理である。「アッラ・ロマーナ」は「ローマ風」の意で、ミントを入れるのが特徴となっている。同様の料理はイタリア各地にあり、一例として「フィレンツェ風」のトリッパ・アッラ・フィオレンティーナはパルミジャーノ・レッジャーノを加えるのが特徴となっている。
ローマではトリッパ・アッラ・ロマーナは夏バテの予防食としても親しまれている。
一般的なもつ料理と同様に、トリッパ・アッラ・ロマーナはもともと貧しい庶民の料理であった。ローマのテスタッチョ地区には、かつては貴族階級用にステーキ肉などを提供する食肉処理場があった。その食肉処理場で働く人たちは給料の一部として精肉して残った内臓や牛テールを受け取っていた。トリッパ・アッラ・ロマーナもそうした牛もつを利用した料理の1つである。